# Golden Foot 2003

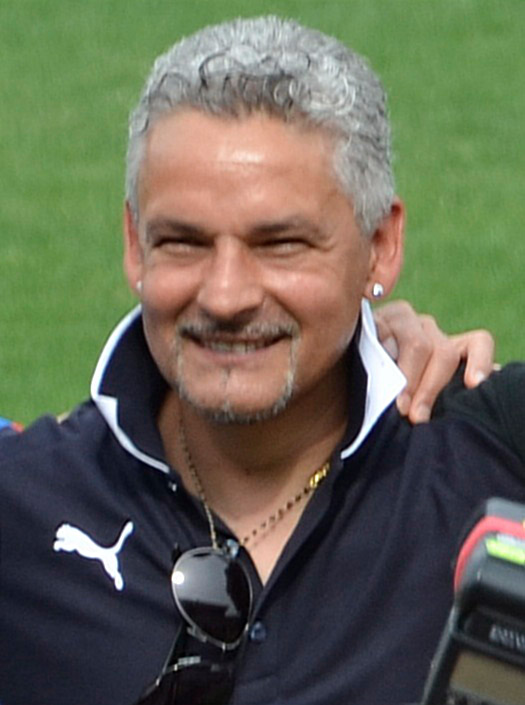
Roberto Baggio ganador en 2003.

El premio Golden Foot 2003 fue la primera entrega de este importante galardón celebrado el 26 de agosto de 2003. Los futbolistas premiados son aquellos mayores de 29 años y que además han logrado triunfos importantes y el reconocimiento internacional por su trayectoria futbolística. En su momento, varios analistas y periodistas deportivos seleccionaron a diez jugadores que optarían por el premio. Las votaciones se realizaron por Internet, y cualquier persona estaba en condiciones para votar. El Italiano Roberto Baggio fue el ganador de la primera entrega.

El ganador del premio deja un molde permanente de sus huellas en "El paseo de Campeones", un paseo marítimo del Principado de Mónaco.

## Premio

### Ganador y nominados
| Futbolista        | Nacionalidad    | Club                |
| ----------------- | --------------- | ------------------- |
| Roberto Baggio    | Italia          | Brescia Calcio      |
| Gabriel Batistuta | Argentina       | AS Roma             |
| Roberto Carlos    | Brasil          | Real Madrid CF      |
| Luís Figo         | Portugal        | Real Madrid CF      |
| Ryan Giggs        | Gales           | Manchester United   |
| Oliver Kahn       | Alemania        | FC Bayern de Múnich |
| Paolo Maldini     | Italia          | AC Milan            |
| Pavel Nedvěd      | República Checa | Brescia Calcio      |
| Romário           | Brasil          | Fluminense FC       |
| Zinedine Zidane   | Francia         | Real Madrid CF      |